# Балдия
Балдия (англ. Baldia) — техсил расположенный в западной части пакистанского города Карачи, столицы провинции Синд.

## Географическое положение
Балдия граничит граничит с техсилами SITE и Оранги на востоке, с техсилом Кайамари на севере и западе, вдоль западной части техсила проходит кольцевая автодорога N-25 National Highway. Техсил Балдия состоит из 8 союзных советов.

## Населения
В 1998 году население техсила составляло более 400 000 человек.

## Власть
- Назим — Камран Ахтар
- Наиб назим — Захид Мехмуд
- Администратор — Атхер Сайид